# Pejsvídek a Medvísek
Pejsvídek a Medvísek je československý dětský loutkový televizní seriál režírovaný Milošem Bobkem. Výtvarníkem byl Ivo Houf, asistentem režie byl Aleš Frel, vedoucí výroby byla Jiřina Vágnerová. Vyroben byl v roce 1977, premiérově bylo šest dílů odvysíláno od 13. dubna 1979 do 22. června 1979 na I. programu v pátečním dopoledním Vysílání pro mateřské školy.
Seriál vypráví příběhy dvou nepovedených hraček, medvěda a psa, kterým v továrně vyměnili hlavy.
Výprava a loutky jsou vytvořeny v bruselském dekorativním stylu 70. let. Loutky jsou vytvořeny jako zvířecí hračky, stylizované a geometricky pojaté.

## Seznam dílů
Seriál má šest dílů. Názvy dvou dílů nedohledány, ani jejich pořadí.
1. Popletení bratříčkové
2. Medvískova práce kvapná
3. Pošta v lese
4. Přátelství

## Obsazení
| Oldřich Kaiser     | Pejsvídek |
| Bohuslav Kalva     | Medvísek  |
| Dagmar Patrasová   | švadlenka |
| Josef Beyvl        | jezevec   |
| Alena Kreuzmannová | sova      |
| Oldřich Vlach      | slon      |